# Sambizanga (pel·lícula)
Sambizanga és una pel·lícula de Sarah Maldoror de 1972. Ambientada en 1961 a l'inici de la Guerra de la Independència d'Angola, segueix les lluites dels militants angolesos involucrats amb el Moviment Popular per a l'Alliberament d'Angola (MPLA), un moviment polític anticolonial del qual el marit de Maldoror, Mário Pinto de Andrade, n'era líder. La pel·lícula està basada en la novel·la "A vida verdadeira de Domingos Xavier" de l'escriptor angolès José Luandino Vieira. En 1972 va guanyar el Tanit d'or a les Jornades Cinematogràfiques de Cartago i el 1973 va guanyar els premis "Interfilm - recomanació" i "OCIC - recomanació" al Festival Internacional de Cinema de Berlín.

## Producció
La pel·lícula fou rodada a la República Popular del Congo (Congo-Brazzaville) en set setmanes.

## Argument
Sambizanga és el nom d'un barri obrer de Luanda on hi havia una presó portuguesa en la qual molts militants angolesos van ser empresonats, torturats i morts. El 4 de febrer de 1961 aquesta presó fou atacada per forces del MPLA.
La pel·lícula comença amb l'arrest del revolucionari angolès Domingos Xavier per part d'oficials colonials portuguesos. Xavier és portat a la presó de Sambizanga, on corre el risc de ser torturat fins a la mort per no donar als portuguesos els noms dels seus companys dissidents. La pel·lícula segueix l'esposa de Xavier, Maria, que cerca de presó en presó intentant descobrir ha passat amb seu marit.

## Repartiment
La majoria dels actors no eren professionals i estaven involucrats d'alguna manera amb moviments anticolonials africans, com el MPLA i el Partit Africà per la Independència de Guinea i Cap Verd (PAIGC). El personatge de Domingos Xavier va ser interpretat per un angolès exiliat que vivia al Congo of Domingos Xavier was played by an Angolan exile living in Congo, Domingos Oliveira i el personatge de Maria va ser interpretat per l'economista Elisa Andrade de Cap Verd.